# NGC 567
NGC 567 je galaksija u zviježđu Kit.

## Vanjske poveznice
- SEDS: NGC 0567